# Sunčana Padina
Sunčana Padina (in serbo Сунчана падина?) è un quartiere urbano della capitale serba di Belgrado. Si trova nel comune di Čukarica a Belgrado.

## Posizione
Sunčana Padina è l'estensione meridionale del quartiere di Banovo Brdo, delimitato da Golf Naselje e Banovo Brdo a nord, Košutnjak a est e dalle estensioni di Žarkovo di Repište a sud e Julino Brdo a est.

## Caratteristiche
Sunčana Padina è un nuovo quartiere, che si estende in parte nell'area del centro sportivo Košutnjak a ovest.
Il nome del quartiere è descrittivo: Sunčana Padina in serbo significa "pendio soleggiato".

## Trasporti
Il quartiere è raggiungibile con le seguenti linee di trasporto pubblico (GSP):
- Linea 23: Vidikovac - Karaburma 2;[1]
- Linea 51: Beograd Na Vodi - Bele Vode;[2]
- Linea 52: Cerak Vinogradi - Zeleni Venac;[3]
- Linea 53: Vidikovac - Zeleni Venac;[4]
- Linea 56: Petlovo Brdo - Zeleni Venac;[5]
- Linea 57: Banovo Brdo - Naselje Golf - Banovo Brdo;[6]
- Linea 85: Borča 3 - Banovo Brdo.[7]